# Ejaculação retardada
Ejaculação retardada é a incapacidade ou dificuldade persistente para a ejaculação mesmo diante de libido e estimulação sexual. Homens geralmente atingem o orgasmo dentro de alguns minutos depois de iniciada a relação sexual penetrativa, enquanto um homem com ejaculação retardada ou não consegue ter orgasmo ou só o atinge até depois de uma 30 a 45 minutos ou mais.
A maioria dos homens que sofrem de ejaculação retardada podem chegar ao clímax e ejacular apenas através da masturbação, mas não durante a relação sexual com outra pessoa.
A ejaculação retardada é a menos comum das disfunções sexuais masculinas e pode resultar como efeito colateral de alguns medicamentos. Em uma pesquisa, 8% dos homens relataram ter sofrido desta condição por um período de dois meses ou mais no ano anterior.

## Sinais e sintomas
A ejaculação retardada pode ser leve (homens que ainda experimentam orgasmo durante a relação sexual, mas apenas sob certas condições), moderada (não pode ejacular durante a relação sexual, mas pode durante a felação ou estimulação manual), severa (pode ejacular apenas quando está sozinho) ou mais severa (não pode ejacular de forma alguma). Todas as formas podem resultar em uma sensação de frustração sexual.

## Causas
Condições médicas que podem causar ejaculação retardada incluem hipogonadismo, distúrbios da tireóide , distúrbios da hipófise, como doença de Cushing, resultado de cirurgia de próstata e uso de drogas e álcool. A dificuldade em atingir o orgasmo também pode resultar de cirurgia pélvica que envolveu trauma nos nervos pélvicos responsáveis pelo orgasmo. Alguns homens relatam falta de sensibilidade nos nervos da glande do pênis, que pode ou não estar relacionada a fatores externos, como histórico de circuncisão.
A ejaculação retardada é um possível efeito colateral de certos medicamentos, incluindo inibidores seletivos da recaptação da serotonina (SSRIs), opiáceos como morfina, metadona ou oxicodona, muitos benzodiazepínicos como Valium, certos antipsicóticos e anti -hipertensivos.
Fatores psicológicos e de estilo de vida têm sido discutidos como fatores potenciais, incluindo sono insuficiente, distração devido à preocupação, distração do ambiente, ansiedade em agradar o parceiro e ansiedade sobre problemas de relacionamento.

## Tratamento
A terapia geralmente envolve exercícios destinados a ajudar o homem a se adaptar a ter orgasmos por meio de relações sexuais por inserção, vaginal, anal ou oral, ou seja, de um modo ao qual ele não está acostumado. Normalmente, o casal é aconselhado a passar por três etapas. No primeiro estágio, o homem se masturba na presença do(a) parceiro(a). Às vezes, isso não é fácil, pois pode estar acostumado a ter orgasmos apenas sozinho. Depois que um homem aprende a ejacular na presença do(a) parceiro(a), a mão do homem é substituída pela mão do(a) parceiro(a). Na etapa final, o parceiro receptivo insere o parceiro insertivo do pénis na vagina da parceira, ânus ou boca assim que a ejaculação é considerada iminente. Assim, o homem se adapta gradualmente.
Ainda não existe um medicamento confiável para a ejaculação retardada. Os inibidores da PDE5, como o Viagra, têm pouco efeito. Na verdade, o Viagra tem um efeito retardador na ejaculação, possivelmente através de um efeito adicional no cérebro ou diminuição da sensibilidade na cabeça do pênis.